# Bezirkskrankenhaus St. Johann in Tirol

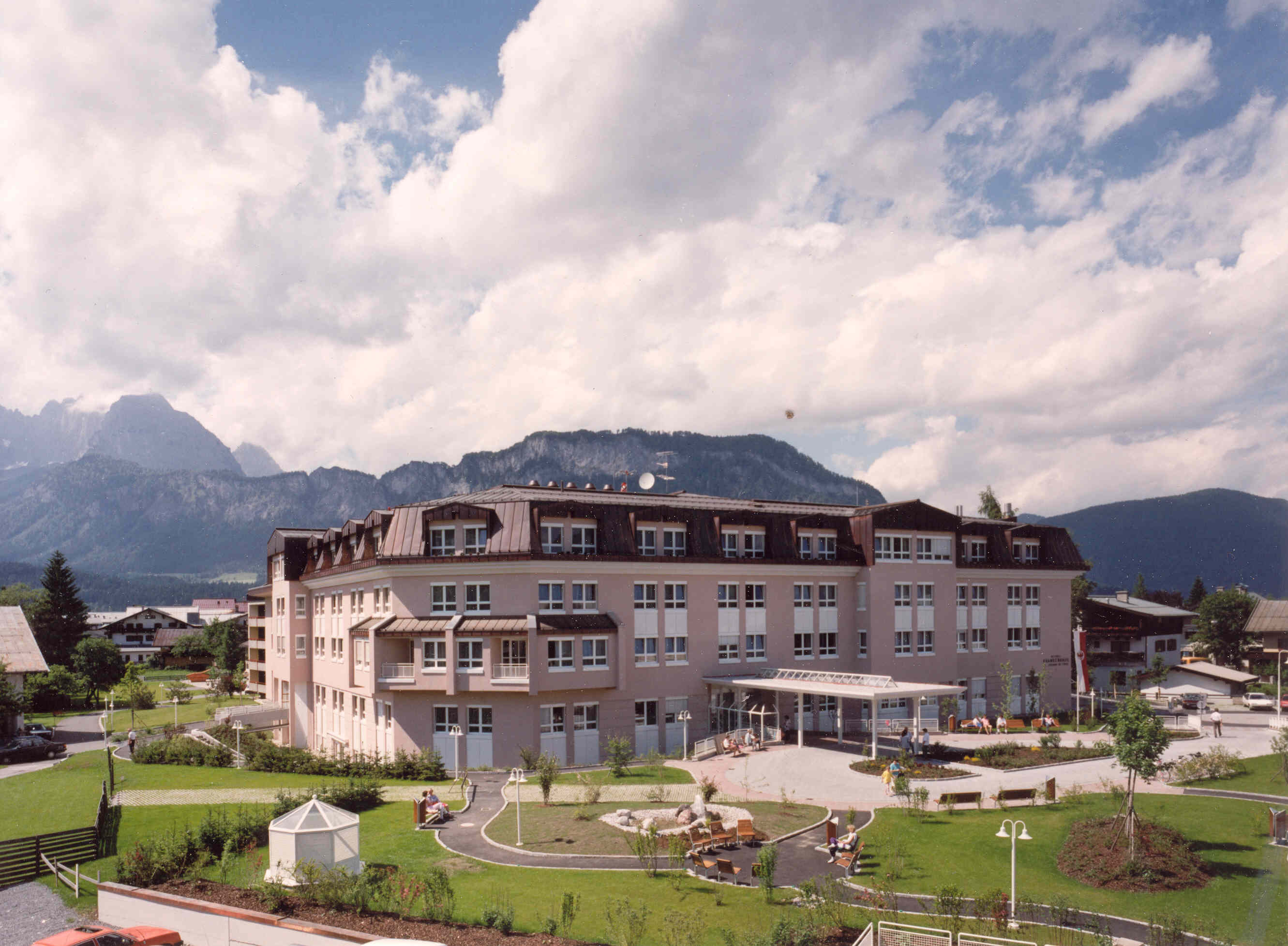
A.ö. Bezirkskrankenhaus St. Johann in Tirol vor seiner Erweiterung

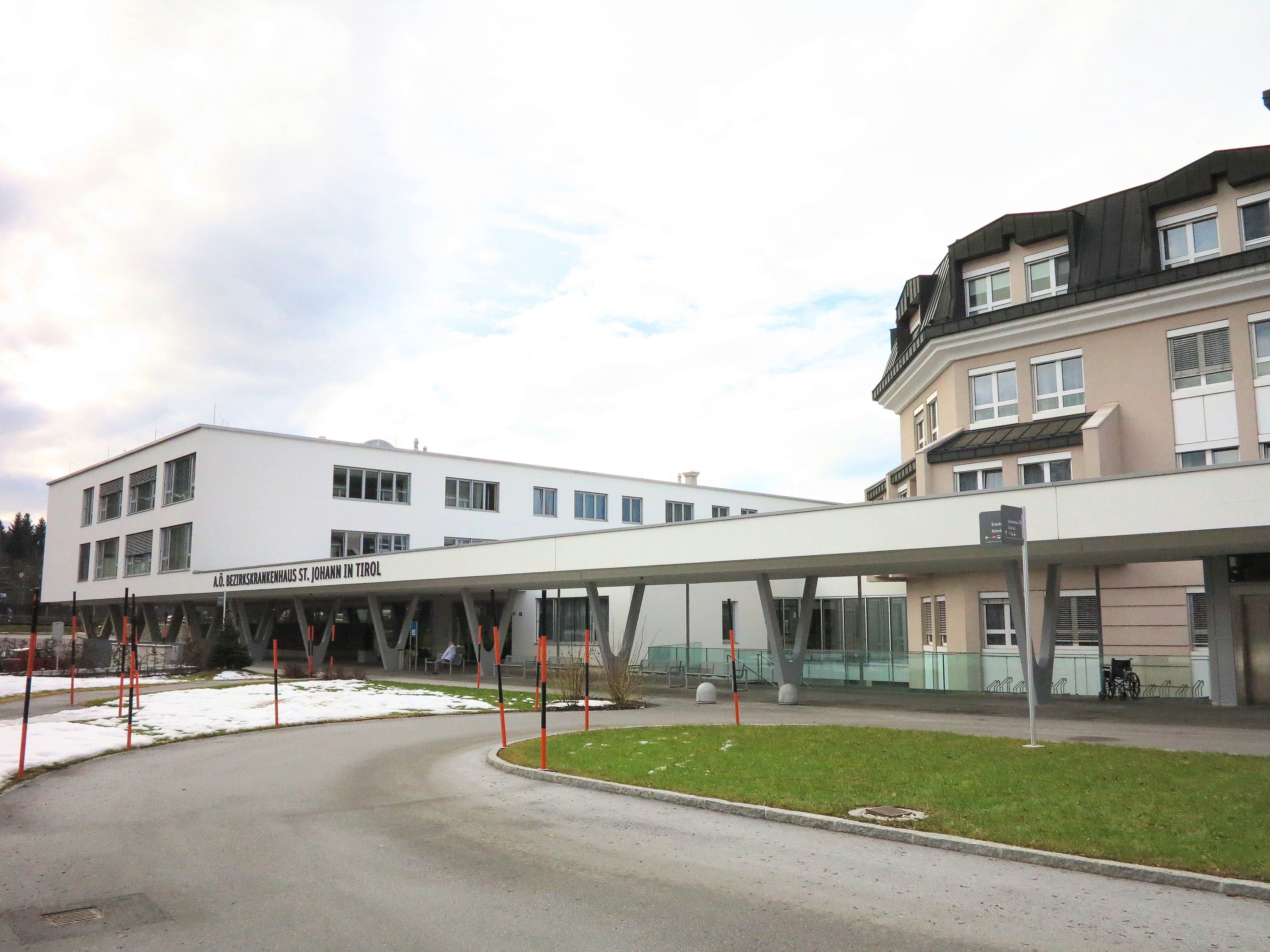
Bezirkskrankenhaus St Johann in Tirol mit Erweiterungsbau

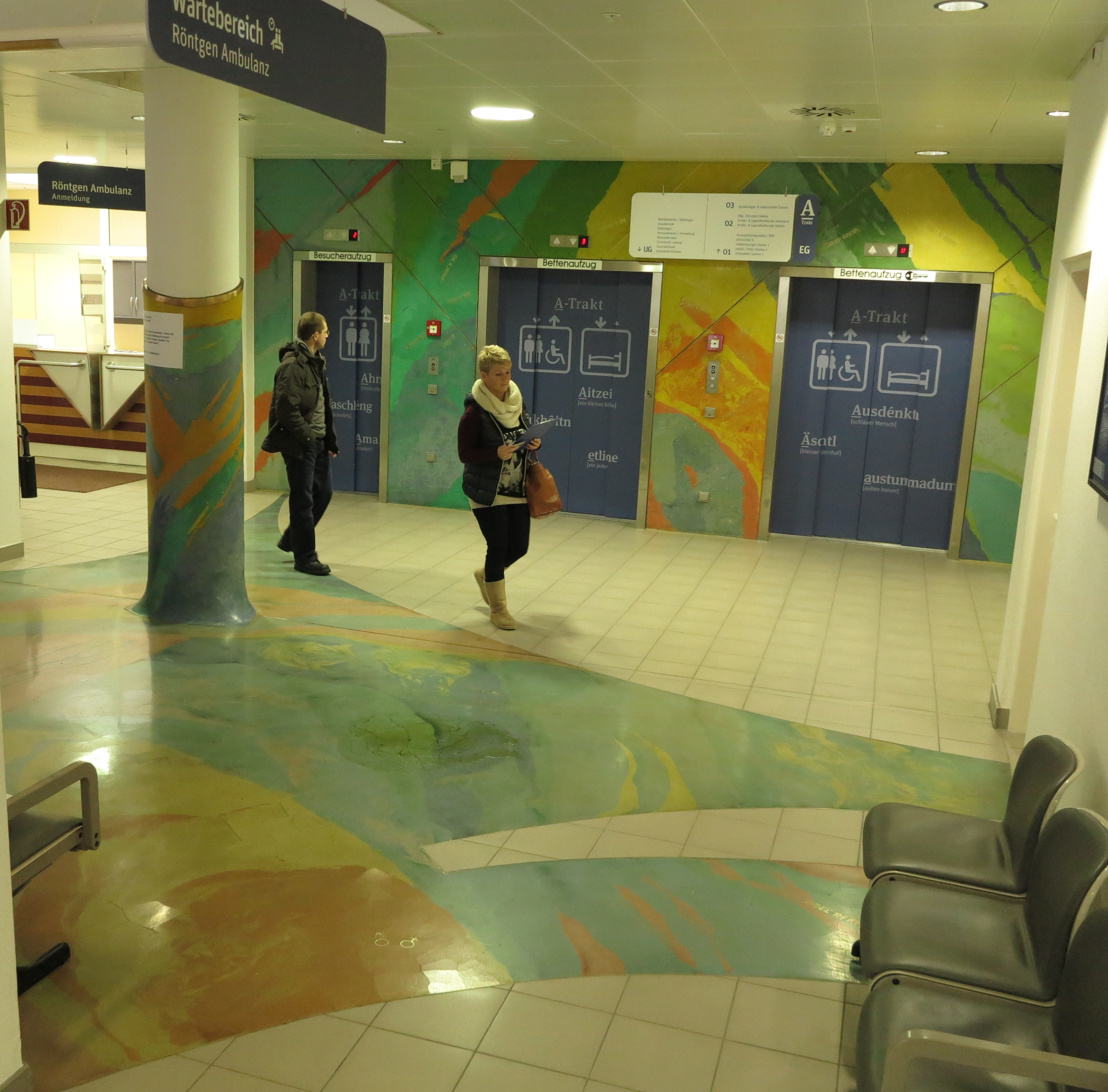
Innenraumgestaltung der Tiroler Künstlerin Patricia Karg

Das Bezirkskrankenhaus St. Johann in Tirol in St. Johann in Tirol befindet sich in der Bahnhofstraße 14. Das Krankenhaus verfügt auch über einen Landeplatz für die Flugrettung mit der Kennung LOIT.

## Krankenhausträger
Träger des Krankenhauses ist der durch das Landesgesetz gebildete "Gemeindeverband Bezirkskrankenhaus
St. Johann in Tirol". Dem Gemeindeverband gehören alle 20 Gemeinden des Bezirkes Kitzbühel (63.000 Einwohner) an. Gewählter Gemeindeverbandsobmann ist der Bürgermeister der Marktgemeinde Hopfgarten im Brixental Paul Sieberer.

## Leistungen
Das Bezirkskrankenhaus St. Johann in Tirol verfügt über 274 systemisierte Betten. Jährlich werden ca. 18.000 Patienten stationär behandelt, ambulant rund 68.000 Patienten.
Das Bezirkskrankenhaus erwirtschaftet (mit Stand 2015) bei 700 Beschäftigten einen jährlichen Umsatz von rund € 60,0 Millionen.
Das Bezirkskrankenhaus St. Johann in Tirol ist für seine orthopädischen Leistungen weit über die Grenzen des Bezirkes bekannt.

## Kunst
Teile der künstlerischen Innenraumgestaltung stammen von der Tiroler Künstlerin Patricia Karg.